# Pequeninos
Los pequeninos o cerdis es una de las razas extraterrestres de la Saga de Ender de Orson Scott Card. Aparecen por vez primera en el libro de la saga La voz de los muertos.
Son la especie inteligente autóctona del planeta Lusitania. Fueron identificados como ramen a los pocos días de la llegada de los primeros colonos humanos a este planeta.
Reciben extraoficialmente el nombre de cerdis porque su cara tiene una especie de hocico aplastado que les proporciona cierta similitud con los cerdos. Los habitantes de Colonia Lusitania los llamaron primero porquinhos y luego pequeninos. Parece que los cerdis se llaman a sí mismos pequeños.
No son muy altos. Su apariencia es la de cerdos bípedos de andar contoneante. Escalan con facilidad gracias a los artejos que tienen en muslos y tobillos, y les gusta mucho subir a los árboles, con los que dicen comunicarse mediante unos golpes en los troncos con un par de palos llamados palos padres..
Su estudio no está muy adelantado, ya que los xenobiólogos deben cuidar mucho de no revelar inadvertidamente nada que pueda interferir en el desarrollo de la cultura cerdi.
Parece que la inmovilidad expresa ansiedad o temor y que el frotamiento de los muslos es su forma de aplauso.
Tienen un lenguaje propio llamado el Lenguaje de los Machos, aunque también hablan el portugués y el  stark de los habitantes de la Colonia Lusitania.

## Costumbres
Los pequeninos tienen un acusado dimorfismo sexual.
Las hembras estériles, las llamadas esposas, son el sexo dominante. Son de mayor tamaño que los machos. Hablan el Lenguaje de las Hembras, que para dirigirse a los machos solo posee imperativo.
Los bebés cerdis se alimentaban de la savia, compitiendo con los macios, gusanos de los árboles, de tamaño similar. Esto acabó llevando a una cierta simbiosis entre árboles y cerdis.
Las hembras fértiles carecen de inteligencia y dan a luz en su infancia en el interior del tronco de los árboles, alimentando con su carne a los bebés, en un número de hasta cinco, que las devoran para salir al exterior.
Los machos, y las hembras estériles salen al exterior y comienzan a alimentarse de la savia de los árboles; son ya conscientes. Cuando pueden andar han alcanzado el estadio adulto. Las hembras-esposas quedan al cuidado del árbol primero (árbol-madre) y dirigen el clan. Los machos son quienes van de un lado a otro y se encargan de transportar a las pequeñas hembras-madres, poco mayores que gusanos, de un árbol-padre a otro.
Cuando los cerdis mueren, se plantan semillas en su interior y de ellos nace un nuevo árbol, árbol-padre, al que los cerdis machos llevarán a las hembras-madres para que los fertilicen.
Los cerdis hablan de tres vidas; la vida como gusanos, alimentándose de savia en la corteza del árbol, la vida como adultos y la vida como padres-árbol. Las hembras, sin embargo, solo conocen dos vidas, la de gusanos y la de adultos, y las hembras-madre apenas son conscientes y los propios cerdis las consideran  varelse.
- Datos: Q2975833